# Tjusts domsaga
Tjusts domsaga (före 1936 även kallad Norra och Södra Tjusts domsaga) var en domsaga i Kalmar län. Den bildades 1675 och upphörde den 1 januari 1969 då den tillsammans med del av Sevede och Tunaläns domsaga bildade Västerviks domsaga.
Domsagan lydde under Göta hovrätt.

## Tingslag
Hela domsagan utgjorde ett tingslag förutom under perioden 1865-1873 då domsagans två härader utgjorde varsitt tingslag. Den 1 januari 1865, enligt beslut den 22 november 1864, delades domsagan upp på två tingslag. Enligt beslut den 20 december 1872 slogs de två tingslagen ihop till ett från och med den 1 januari 1873. Den 1 januari 1960 upphörde Västerviks stads rådhusrätt och staden lades under domsagan och domsagans tingslag.

### Från 1675
- Norra och Södra Tjusts tingslag

### Från 1865
- Norra Tjusts tingslag
- Södra Tjusts tingslag

### Från 1873
- Tjusts domsagas tingslag

## Häradshövdingar
- 1900-1930: Albert Nordström
- 1931-1953: Torsten Brandt
- 1953-1968: Per-Otto Hainer

## Geografi
Tjusts domsaga omfattade den 1 januari 1952 en areal av 2 728,51 km², varav 2 511,09 km² land.